# Giancarlo Filini
Giancarlo Filini (Ceranova, 30 agosto 1938 – Pavia, 1º gennaio 2024) è stato un calciatore italiano, di ruolo attaccante.

## Biografia
Giocò in Serie A nell'Alessandria e poi nelle categorie minori con le maglie di Potenza, Ravenna, Tevere Roma e Pavia. Concluse la carriera di calciatore nel 1966.
Nella sua carriera di allenatore, conquistò la Coppa Italia Dilettanti, edizione 1976-1977, che fu disputata allo Stadio di San Siro, con la formula dell'eliminazione diretta, e vinta dalla compagine da lui allenata, il Casteggio, che superò in finale la Sangiuseppese.
Morì a Pavia il 1º gennaio 2024 all'età di 85 anni.